# Марды

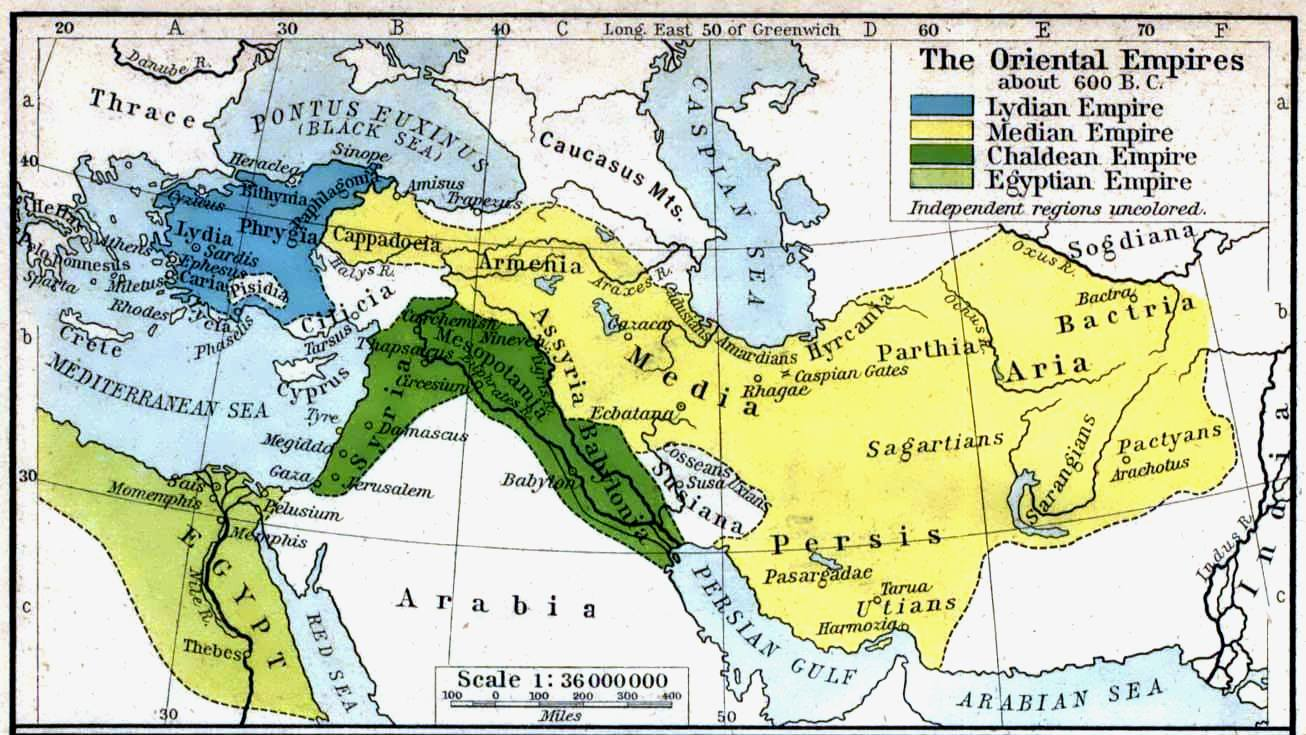
Карта Мидии (ок. 600 года до н. э.), показывающая расположения племени амардов

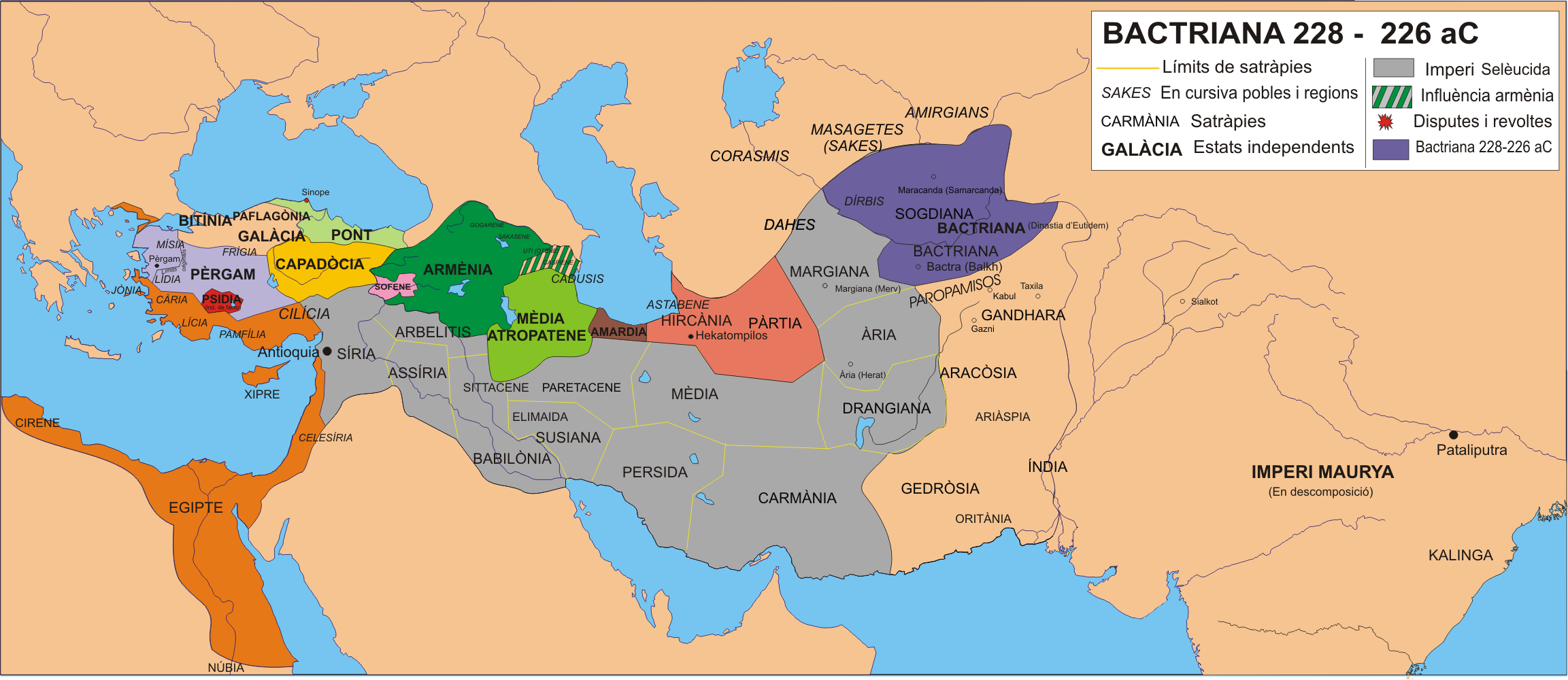
Эллинистический Восток около 227 года до н. э.

Марды (Amardi или Mardi; др.-греч. ᾽Άμαρδοι, Μάρδοι, грабар Մարդացիք) — иранские многочисленные племена персидского происхождения, которые были родственны массагетам. 

## История
Геродот называл мардов среди кочевых персидских племен и упоминал марда по имени Гиреад, который первым забрался на стену Сард во время взятия города войсками Кира Великого. Предполагается, что марды были покорены Киром уже после захвата им Мидии (начало 540-х годов до н. э.). Приближённый царя Александра Македонского Неарх, на которого ссылался Страбон, включал мардов в число 4-х разбойничьих племён, которые заставляли персидских царей платить им дань, причём марды граничили с персами. При этом отряд мардов-лучников входил в войско Дария III в битве при Гавгамелах. Вскоре после победы над Дарием македоняне довольно легко покорили мардов. Согласно Арриану, македонская армия прошла значительную часть их страны, многие местные жители были перебиты и взяты в плен, а оставшиеся отправили послов и сдались. Александр же назначил сатрапом мардов и тапуров Автофрадата. 
Страбон, ссылаясь на Эратосфена, называл мардов среди племен, живших по берегу Гирканского (Каспийского) моря. Как отмечает Н. Адонц, марды (мидийцы) проживали в районе Загра, вели кочевой образ жизни и занимались разбоем. Из Ирана они переселились в Армению, где занимали местность известную у армян как Мардастан. Согласно Роберту Хьюсену,
вся горная цепь между княжествами Андзевацик и Сюник, в том числе и Мардастан, была в значительной степени, если не полностью, заселена мидийцами. До Первой мировой войны эти территории в такой же степени были заселены курдами. Т.к. мидийцы являются предками современных курдов, то древнее население этих территорий можно считать прото-курдским. Согласно И. В. Пьянкову, марды (амарды) — общее название группы родственных полукочевых племен: одна их группа жила в горах близ Ареи и Маргианы; другая — по нижнему течению Амударьи, и от них произошло название Амуль (позже Чарджоу), и они известны античным авторам также как оксианы и оксидранки.
Согласно легенде о детстве царя Кира Великого (559–529 гг. До н.э.), которую сообщил Николай Дамасский, родители Кира принадлежали к племени мардов, людей, которых тогда презирали. Племена мардов на самом деле не были кочевыми, а вели полукочевой образ жизни и перемещались в относительно небольшом радиусе от долин к долинам. Марды жили в деревнях, расположенных на дне долин.